# إنيالوسية
إنيالوسية (الاسم العلمي: Enyalius)، جنس سحالي من فصيلة السحالي الملساء. الجنس يستوطن البرازيل والأوروغواي.
جنس الإنيالوسية هو في الغالب حاشِر (بمعنى أنه يأكل الحشرات واللافقاريات الأخرى)، نهاري (يشط خلال النهار)، ويسكن الأشجار. يوجد حاليًا عشرة أنواع معروفة من هذا الجنس: E. brasiliensis و E. boulengeri و E. iheringii و E. perditus و E. pictus و E. erythroceneus و E. leechii و E. catenatus و E. bibronii و E. bilineatus. يحدث توقيت تكاثر نوع E. perditus عادًة في المواسم الدافئة والرطبة وعادًة ما يكون أقصر من الأنواع الأخرى من هذا الجنس. وهي سحالي بيوضة ويبلغ حجم البيوض التي تضعها (في وقت واحد) حوالي 3-11. الجنس سُمي على شخصية أسطورية يونانية.

## الأنواع
- Enyalius bibronii جورج ألبرت بولينغر, 1885
- Enyalius bilineatus (أندريه ماري كونستن ديميريل & غابرييل بيبرون, 1837)
- Enyalius boulengeri Etheridge, 1969
- Enyalius brasiliensis (رينيه ليسن, 1830)
- Enyalius capetinga Breitman et al., 2018
- Enyalius catenatus (Wied, 1821)
- Enyalius erythroceneus Rodrigues، de Freitas، Santos Silva & Viña Bertolotto, 2006
- Enyalius iheringii Boulenger, 1885
- Enyalius leechii (Boulenger, 1885)
- Enyalius perditus Jackson, 1978
- Enyalius pictus (هاينرخ رودولف شينز, 1822)

تنبيه (كتابة):تشير تسمية ثنائية التي بين قوسين إلى أن النوع في الأصل كان موصوف في جنس أخر غير الإنيالوس.

## للاسستزادة
- يوهان غيورغ واجلير (1830). Natürliches System der AMPHIBIEN, mit vorangehender Classification der SÄUGTHIERE und VÖGEL. Ein Beitrag zur vergleichenden Zoologie. Munich, Stuttgart and Tübingen: J.G. Cotta. vi + 354 pp. + one plate. (Enyalius, new genus, p. 150). (in German and Latin). (archive).